# Preuilly-la-Ville
Preuilly-la-Ville település Franciaországban, Indre megyében. Lakosainak száma 151 fő (2022. január 1.). Preuilly-la-Ville Fontgombault, Lurais, Pouligny-Saint-Pierre és Tournon-Saint-Martin községekkel határos.

## Népesség
A település népességének változása:
| Lakosok száma | 183  | 160  | 148  | 160  | 169  | 166  | 162  | 157  | 154  | 151  |
|               | 1968 | 1982 | 1990 | 2006 | 2013 | 2015 | 2017 | 2019 | 2020 | 2022 |